# Giuseppe Tamo da Brescia
Giuseppe Tamo da Brescia (Sicilia, 1686 – Biancavilla, 27 dicembre 1731) è stato un pittore italiano.

## Biografia
Nato in Sicilia intorno al 1686, Giuseppe Tamo dovette trasferirsi, già in tenera età, nella bottega bresciana da cui apprese i primi rudimenti del mestiere ed il proprio nomignolo referenziale.
Con precisione nel XVIII secolo fece ritorno nella sua terra natia, poiché espulso dalla Repubblica di Venezia. È attivo nel 1721, quando nelle vesti di aiutante del maestro Giuseppe Cortesi, dipinse la sacrestia del convento di san Francesco di Naro. Qui si presume che dovette entrare in contatto con il mecenate biancavillese frate Francesco Rametta, allora visitatore Generale dei Conventi di Sicilia, che lo convinse a venire a Biancavilla.
Nella città dimorò con la moglie Olimpia Bonavia dal 1722 al 1731. Il 18 settembre 1726 ebbe una figlia a cui impose il nome di Elisabetta Carmela Giovanna ed il 23 marzo 1731 ebbe un figlio di nome Carmelo Zenone Giuseppe.

## Opere
Giunto nella cittadina etnea intorno al 1722, Giuseppe Tamo iniziò subito a dipingere la parete dell'altare maggiore del chiesa di San Francesco. Per l'altare maggiore realizzò la tela Madonna degli Angeli ritratta tra San Francesco d'Assisi, Sant'Antonio di Padova e Santa Chiara. Sulla volta del coro ritrasse Re David mentre sulla volta della navata l'Immacolata e la Santissima Trinità e l'Apoteosi di San Francesco. La tela ai lati raffigura la Madonna del Carmine ritratta con il volto coperto da un velo verde-cupo e il manto azzurro. I tratti, la luce ed il colore rivelano lo stile dell'artista..
Nel refettorio del convento il pregiato affresco La Cena è di Giovanni Lo Coco, aiutante del Tamo. In esso il Redentore veste una tunica azzurra, un manto cremisi che illumina la scena.
La buona riuscita dell'opera e la netta lungimiranza dei mecenati di allora, portarono il Tamo a nuove commissioni. Sempre nel 1722 iniziò verosimilmente i lavori commissionati per la Cappella di San Placido, mentre nel 1723 avviò i lavori nella chiesa di Santa Maria Annunziata.
Gli affreschi del Tamo nella cappella di San Placido riguardano la vita del santo. Frequenti sono il grigio argenteo, l'azzurro tenue, il bianco e il cremisi. Le immagini riprodotte ad affresco sono di Santa Colomba, di San Benedetto da Norcia, di Santa Gertrude e di Santa Scolastica. Nel centro la Madonna e san Placido dipinti in gloria mentre nel lunettone il martirio, con sullo sfondo il porto di Messina, e schiere di angeli che recano le palme, con espressione lieve e soave.
In basilica, posta sull'altare, è collocata la tela raffigurante San Zenone ritratto con San Filippo Neri, San Francesco d'Assisi sovrastati in alto dalla Madonna dell'Elemosina sostenuta da due angeli. Il dipinto fu commissionato al Tamo da un'importante famiglia biancavillese.
Completato il vasto ciclo pittorico di quest'edificio, il Tamo nel 1725 iniziò ad affrescare il chiostro del convento di San Francesco dove illustrò affrescando la vita del Santo di Assisi e dell'Ordine da esso fondato. Gli episodi sulla Vita di San Francesco sono in tutto 32, lunette raffiguranti la vita del santo, di martiri e beati. La 32a raffigura infatti il beato Innocenzo da Chiusa Sclafani. 
L'affresco fu finito nell'ottobre dello stesso anno, e il Tamo si dovette spostare immantinente nella chiesa della Mercede dove il Marchese Puglisi gli commissionò, avendola in primis progettata per il proprio edificio, una grandiosa opera. Qui giunto al Tamo venne commissionato di affrescare interamente il Tempio, senza lasciare alcuna parete vuota.

## Morte
Il Tamo morì il 27 dicembre 1731, forse precipitando dal soppalco ovvero a causa di un regolamento di conti. Fu sepolto nella cappella presso la chiesa di Santa Maria Annunziata di Biancavilla..